# Per Lange
Per Lange (født 30. august 1901 i Hørsholm, død 9. juli 1991) var en dansk lyriker og forfatter. Han skrev digtsamlingerne Kaos og Stjærnen (1926), Forvandlinger (1929) og Orfeus (1932) samt flere essaysamlinger, heriblandt Spejlinger (1953) og Samtaler med et Æsel (1961).